# 西谷星七
西谷 星七（にしたに せな、2003年5月8日 - ）は、日本の俳優。福岡県出身。
車が好きで、趣味はカーレース観戦。

## 略歴
2008年、アクティブハカタに所属し地元・福岡で子役デビュー。TNCテレビ西日本『めんたいぴりり』やご当地CMなどに出演。
学生時代の進路に迷いがあった中、NHK福岡『いとの森の家』で樹木希林と共演中、樹木から助言を受け役者を続けていくことを決意。
2021年、事務所を退所。フリーの期間を経て、2022年、G-STAR.PROに所属。
2025年7月31日付でG-STAR.PROを退所、フリーランスに。

## 所属事務所
- アクティブハカタ（2008年 - 2021年）
- G-STAR.PRO（2022年 - 2025年）

## 出演

### テレビドラマ
- 日曜プライム「温泉若女将の殺人推理30」（テレビ朝日） - 當山浩介(幼少期) 役
- テレビ熊本ドキュメンタリードラマ 郷土の偉人シリーズ第二十五作「合志義塾～カタルパの樹がつなぐ明日～」（テレビ熊本） - 工藤佐一(幼少期) 役
- いとの森の家（NHK福岡） - 小宮信司(幼少期) 役
- めんたいぴりり（TNCテレビ西日本） - 海野健一 役
- 下剋上球児（2023年10月15日、TBS） - 越山高校生徒 役（エキストラ）
- リビングの松永さん 第4話（2024年1月30日、カンテレ/CX） - 北条の友人 役
- ゲームの名は誘拐（2024年、WOWOW）- 警察官 役
- 嘘解きレトリック 第5話（2024年11月4日、CX）- 制服警官 役
- 秘密〜THE TOP SECRET〜 第3話（2025年2月10日、関西テレビ・フジテレビ） - 山口和英 役[3]

### 配信ドラマ
- 不倫ピエロと禁断の果実。（2024年5月22日、BUMP）- 社員 役
- 恋愛バトルロワイヤル 第2話（2024年8月29日、Netflix）- あっくん 役

### 映画
- %～寝不足少女殺人事件（2020年、萱野孝幸監督） - ハヤト 役
- 不完全な奇跡（2020年、萱野孝幸監督) - 太郎 役
- 忘れられない（2022年、橘潤樹監督）- 主人公の兄・恭介 役
- レッド・シューズ（2022年12月9日、雑賀俊朗監督） - ボクシングジム練習生 役
- ビターチョコレート（2023年、手塚慎太郎監督） - 鈴木 役
- 「つ。」[4]（2023年11月10日＜佐賀先行公開＞、2024年2月24日＜東京公開[5]＞、伊野瀬優監督） - 主人公の弟・準役[6]
- かくかくしかじか（2025年5月16日、関和亮監督）- 生徒 役

### CM
- 「PLEIADES」プロモーションムービー（2022年 - ）
- mineo『【いくぜ、スルメスマホ！】大学篇』、『【いくぜ、スルメスマホ！】mineoの気持ち 篇』(2024年）
- 「講談社 小説『死んだ山田と教室』」プロモーション映像（2024年）

### MV
- 『FILM_SONG. 映像、音楽、その先のカタチ。』（2023年6月17日）[7]
- ≒JOY「無謀人」（2023年12月18日） ※エキストラ
- Tani Yuuki「メニ―クリスマス」（2024年12月）※ショートムービー出演
- Douanii「TATOO」（2025年4月）